# Ван дер Ваальс (місячний кратер)
Кра́тер Ван дер Ваа́льс (лат. Van der Waals) — великий метеоритний кратер у південній півкулі зворотного боку Місяця. Назву присвоєно на честь нідерландського фізика, лауреата Нобелівської премії з фізики (1910), Яна Дидерика ван дер Ваа́льса (1837—1923) й затверджена Міжнародним астрономічним союзом у 1970 році. Утворення кратера відбулось у донектарському періоді.

## Опис кратера

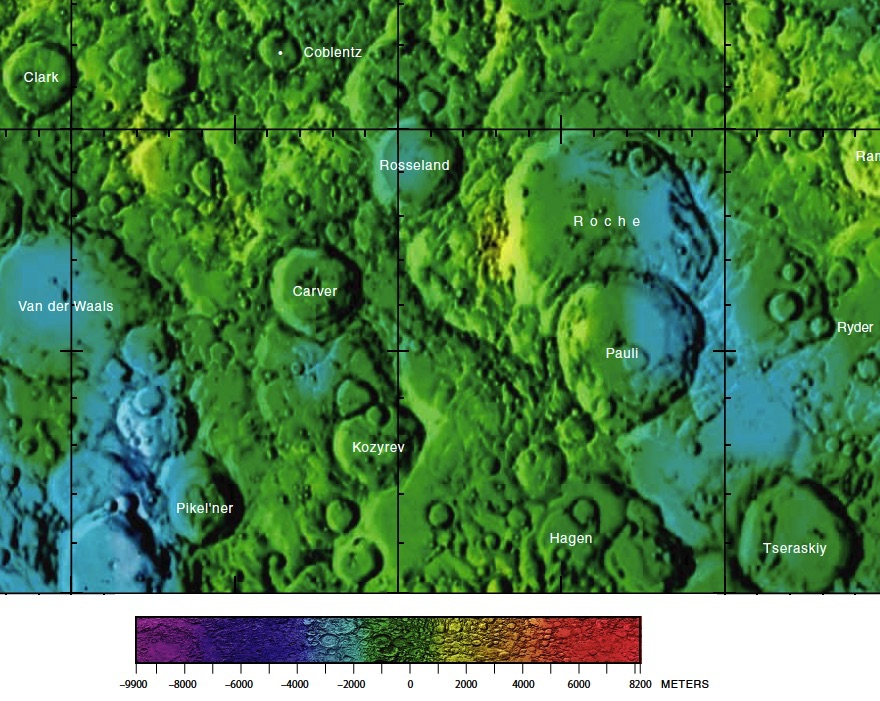
Околиці кратера Ван дер Ваальс. Фрагмент мапи зворотного боку Місяця.

Найближчими сусідами кратера є кратер Поґсон на заході; кратер Б'єркнес на північному заході; кратер Кларк на півночі; кратер Кобленц на північному сході; кратер Карвер на сході; кратер Козирев на південному сході; кратер Пікельнер на півдні південному сході і кратер Лебедєв на південному заході. Селенографічні координати центру кратера 43°34′ пд. ш. 119°59′ сх. д. / 43.56° пд. ш. 119.98° сх. д., діаметр 113,4 км, глибина 2,9 км.
За час свого існування кратер зазнав значних руйнувань та згладжень. Південна частина валу практично зрівнялась з навколишньою місцевістю. До північно-західної частини валу прилягає сателітний кратер Ван дер Ваальс W (див. нижче), до південно-східної — сателітний кратер Ван дер Ваальс H. Висота валу над навколишньою місцевістю сягає 1510 м, об'єм кратера становить приблизно 10900 км³. Дно чаші кратера є відносно плоским, без помітних структур, відмічене безліччю дрібних кратерів.

## Сателітні кратери
| Ван дер Ваальс | Координати                                                  | Діаметр, км |
| -------------- | ----------------------------------------------------------- | ----------- |
| B              | 41°22′ пд. ш. 121°30′ сх. д. / 41.37° пд. ш. 121.5° сх. д.  | 15,8        |
| C              | 41°03′ пд. ш. 124°20′ сх. д. / 41.05° пд. ш. 124.34° сх. д. | 22,9        |
| H              | 44°46′ пд. ш. 122°32′ сх. д. / 44.77° пд. ш. 122.53° сх. д. | 32,8        |
| K              | 46°16′ пд. ш. 122°49′ сх. д. / 46.27° пд. ш. 122.82° сх. д. | 48,0        |
| W              | 41°41′ пд. ш. 117°56′ сх. д. / 41.69° пд. ш. 117.94° сх. д. | 44,3        |

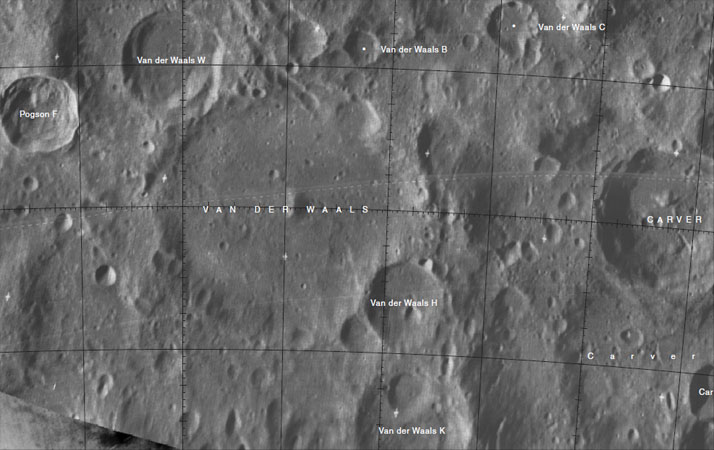
Фрагмент мапи LAC-117

- Утворення сателітного кратера Ван дер Ваальс W відбулося у ранньоімбрійському періоді[1].